# Concordat de Rome
Concordat signé entre la France et les États de l'Église le 16 juillet 1801 mettant fin aux hostilités entre les deux États dans le cadre de la guerre de la deuxième coalition.
La France reconnaît les États de l'Église mais réduits au Latium, aux Marches et à l'Ombrie. Des troupes françaises resteraient dans les ports pour en exclure les navires britanniques.